# Соня Михайловска
Соня Михайловска (на македонска литературна норма: Соња Михаиловска) е лекарка и политик от Северна Македония.

## Биография
Родена е на 17 септември 1977 година в град Царево село (Делчево), тогава в Социалистическа федеративна република Югославия. Завършва Медицинския факултет на Скопския университет и става лична лекарка. На 15 юли 2020 година е избрана за депутат от Социалдемократическия съюз на Македония в Събранието на Северна Македония.